# سكوت إيتون
سكوت إيتون (بالإنجليزية: Scott Eaton)‏ هو لاعب كرة قدم أمريكية أمريكي، ولد في 20 أغسطس 1944 في سايلم في الولايات المتحدة.

## وصلات خارجية
- سكوت إيتون على موقع كلية كرة السلة في سبورتس رفرنس.كوم (الإنجليزية)
- سكوت إيتون على موقع مرجع كرة القدم المحترفة.كوم (الإنجليزية)